# Allen Stack
Allen McIntyre Stack, född 23 januari 1928 i New Haven i Connecticut, död 12 september 1999 i Honolulu, var en amerikansk simmare.
Stack blev olympisk mästare på 100 meter ryggsim vid sommarspelen 1948 i London.